# 湯元進一
湯元 進一（ゆもと しんいち、男性、1984年12月4日 - ）は、日本の元レスリング選手（55kg級）、陸上自衛官（現在の階級は3等陸佐）。和歌山県和歌山市出身。和歌山県立和歌山工業高等学校、拓殖大学卒業。身長164cm。
北京オリンピックレスリング男子フリースタイル60kg級銅メダリストの湯元健一は双子の兄。

## 来歴
レスリングは小学3年生のときに、父の鉄矢が自宅につくった道場で始めた。和歌山工業高校時代にインターハイで優勝した後、拓殖大学に進学。
2007年4月、自衛隊体育学校に入校。2008年12月、全日本選手権で初優勝する。
2011年11月、世界選手権でロンドンオリンピック出場枠獲得を目指したが、準々決勝で敗退した。12月、全日本選手権で優勝し、ロンドンオリンピックアジア地区予選出場が決定。2012年3月30日、ロンドンオリンピックアジア地区予選を勝ち上がり、ロンドンオリンピック日本代表に決定、その8日後に兄の健一も代表に決定し、日本のレスリング史上初めて双子でのオリンピック同時出場が決定した。
2012年8月10日（現地日時）、ロンドンオリンピック男子フリースタイル55kg級の初戦でキム ・ジンチョル（韓国）に第1ピリオドを取られてから2-1で逆転勝ちをすると、続くミフラン・ジャブリャン（アルメニア）戦はテクニカルフォールで勝利して準決勝に進出。準決勝ではウラジミール・キンチェガシビリ（グルジア）に1-2で惜敗したものの、3位決定戦でブルガリアのラドスラフ・ベリコフに2-0で勝利し銅メダルを獲得した。彩の国功労賞を受賞。
2013年、2012年世界選手権女子59kg級日本代表の島田佳代子と結婚した。
2015年に地元開催された紀の国わかやま国体を最後に現役を引退した。

## 主な戦績
2008年
- 全日本選手権 優勝

2010年
- アジア選手権 優勝
- ゴールデングランプリファイナル 優勝

2011年
- 全日本選手権 優勝

2012年
- ロンドンオリンピック 銅メダル